# Mario Giuseppe Mirone
Mario Giuseppe Mirone (Catania, 2 marzo 1789 – 17 febbraio 1864) è stato un vescovo cattolico italiano.

## Biografia
Il 3 aprile 1813 è stato ordinato presbitero.
Il 27 aprile 1840 papa Gregorio XVI lo ha nominato vescovo di Valva e Sulmona; ha ricevuto l'ordinazione episcopale il 25 luglio seguente dal cardinale Costantino Patrizi Naro, prefetto della Congregazione dei vescovi e regolari, coconsacranti il futuro cardinale Fabio Maria Asquini, segretario della Congregazione dei vescovi e regolari, e Stefano Scerra, vescovo titolare di Oroppo.
Il 27 giugno 1853 papa Pio IX lo ha trasferito alla diocesi di Noto.
Nel 1855 ha acquistato parte del palazzo del marchese Trigona di Cannicarao e lo ha fatto adattare a sede del vescovado. Sulla facciata è stato scolpito il suo stemma.
Nel 1859 ha avviato una raccolta di fondi per la ricostruzione della cupola della cattedrale, crollata a seguito del terremoto dell’11 gennaio 1848; lui stesso ha riaperto la chiesa al culto il 2 giugno 1861.
È morto il 17 febbraio 1864; è stato sepolto nella cattedrale di Noto.

## Genealogia episcopale
La genealogia episcopale è:
- Cardinale Scipione Rebiba
- Cardinale Giulio Antonio Santori
- Cardinale Girolamo Bernerio, O.P.
- Arcivescovo Galeazzo Sanvitale
- Cardinale Ludovico Ludovisi
- Cardinale Luigi Caetani
- Cardinale Ulderico Carpegna
- Cardinale Paluzzo Paluzzi Altieri degli Albertoni
- Papa Benedetto XIII
- Papa Benedetto XIV
- Papa Clemente XIII
- Cardinale Marcantonio Colonna
- Cardinale Giacinto Sigismondo Gerdil, B.
- Cardinale Giulio Maria della Somaglia
- Cardinale Carlo Odescalchi, S.I.
- Cardinale Costantino Patrizi Naro
- Vescovo Mario Giuseppe Mirone